# Michigans flagga
Michigans flagga antogs 26 juni 1911. Delstatens vapen från 1835 syns i mitten.